# Mount Meru
 For alternative betydninger, se Meru (flertydig). (Se også artikler, som begynder med Meru)
3°14′19″S 36°45′45″Ø / 3.23861°S 36.76250°Ø
Mount Meru er en sovende stratovulkan 70 km, vest for Kilimanjaro i Tanzania. Med en højde på 4.566 meter er den synlig fra Kilimanjaro på klare dage og er det tiendehøjeste bjerg i Afrika. Meget af bjerget forsvandt under et udbrud for 8.000 år siden. Sidste udbrud var i 1910.
Mount Meru er det topografiske center i Arusha nationalpark. De frugtbare skråninger over den omkringliggende savanne er græsningsområde for et varieret dyreliv som omfatter både aber og leoparder, og mere end 400 fuglearter.
På toppen er der et 2 meter stort tanzaniansk flag i metal og også en mærkesten med påskriften Socialist Peak 4562,13 M.

## Eksterne kilder og henvisninger
1. ↑   SummitPost - Mount Meru (engelsk)

- Wikimedia Commons har flere filer relateret til Mount Meru
- Mount Meru at Peakware Arkiveret 19. december 2010 hos  Wayback Machine
- Satellite pictures of Mount Meru Arkiveret 23. januar 2005 hos  Wayback Machine
- trekkingvisions Information about the Mount Meru Trek
- Mount Meru, Tanzania